# پیسه تپه ۳
 پیسه تپه ۳ مربوط به قرون اولیه و میانه اسلامی است و در شهرستان همدان، بخش مرکزی، دهستان هگمتانه، شهر جورقان واقع شده و این اثر در تاریخ ۲۳ بهمن ۱۳۸۵ با شمارهٔ ثبت ۱۷۱۳۲ به عنوان یکی از آثار ملی ایران به ثبت رسیده است.